# Germignonville
Germignonville és un municipi francès, situat al departament de l'Eure i Loir i a la regió de Centre – Vall del Loira. L'any 2007 tenia 234 habitants.

## Demografia

### Població
El 2007 la població de fet de Germignonville era de 234 persones. Hi havia 94 famílies, de les quals 32 eren unipersonals (20 homes vivint sols i 12 dones vivint soles), 31 parelles sense fills i 31 parelles amb fills.
La població ha evolucionat segons el següent gràfic:
Habitants censats

### Habitatges
El 2007 hi havia 150 habitatges, 100 eren l'habitatge principal de la família, 40 eren segones residències i 10 estaven desocupats. Tots els 150 habitatges eren cases. Dels 100 habitatges principals, 85 estaven ocupats pels seus propietaris, 14 estaven llogats i ocupats pels llogaters i 2 estaven cedits a títol gratuït; 3 tenien dues cambres, 24 en tenien tres, 20 en tenien quatre i 54 en tenien cinc o més. 93 habitatges disposaven pel capbaix d'una plaça de pàrquing. A 53 habitatges hi havia un automòbil i a 40 n'hi havia dos o més.

### Piràmide de població
La piràmide de població per edats i sexe el 2009 era:
| Homes | Edats   | Dones |
| ----- | ------- | ----- |
| 0     | 95 o +  | 0     |
| 1     | 90 a 94 | 2     |
| 3     | 85 a 89 | 1     |
| 0     | 80 a 84 | 2     |
| 4     | 75 a 79 | 7     |
| 6     | 70 a 74 | 6     |
| 9     | 65 a 69 | 6     |
| 4     | 60 a 64 | 5     |
| 5     | 55 a 59 | 4     |
| 6     | 50 a 54 | 5     |
| 8     | 45 a 49 | 9     |
| 10    | 40 a 44 | 6     |
| 9     | 35 a 39 | 4     |
| 4     | 30 a 34 | 4     |
| 5     | 25 a 29 | 7     |
| 4     | 20 a 24 | 0     |
| 7     | 15 a 19 | 5     |
| 5     | 10 a 14 | 7     |
| 0     | 5 a 9   | 6     |
| 2     | 0 a 4   | 7     |

## Economia
El 2007 la població en edat de treballar era de 154 persones, 107 eren actives i 47 eren inactives. De les 107 persones actives 96 estaven ocupades (53 homes i 43 dones) i 12 estaven aturades (9 homes i 3 dones). De les 47 persones inactives 16 estaven jubilades, 16 estaven estudiant i 15 estaven classificades com a «altres inactius».

### Ingressos
El 2009 a Germignonville hi havia 103 unitats fiscals que integraven 238 persones, la mediana anual d'ingressos fiscals per persona era de 19.103,5 €.

### Activitats econòmiques
Dels 12 establiments que hi havia el 2007, 2 eren d'empreses de fabricació d'altres productes industrials, 2 d'empreses de construcció, 3 d'empreses de comerç i reparació d'automòbils, 4 d'empreses de serveis i 1 d'una empresa classificada com a «altres activitats de serveis».
Dels 4 establiments de servei als particulars que hi havia el 2009, 2 eren tallers de reparació d'automòbils i de material agrícola, 1 paleta i 1 lampisteria.
L'any 2000 a Germignonville hi havia 17 explotacions agrícoles que ocupaven un total de 2.091 hectàrees.

## Poblacions més properes
El següent diagrama mostra les poblacions més properes.